# 거북이 사요!!
《거북이 사요!!》는 거북이의 4집 정규 음반이다. 이 앨범의 타이틀곡인 〈비행기〉는 마치 동요 〈떴다 떴다 비행기〉를 떠올리게 하는듯한 동심 섞인 가사와 여름에 걸맞는 시원한 멜로디로 대중들의 많은 사랑을 받았다.

## 수록곡
전체 작곡: 임성훈 (전체 편곡: 임성훈)
| #            | 제목                 | 작사           | 재생 시간 |
| ------------ | -------------------- | -------------- | --------- |
| 1.           | 〈Turtles Free 4-1〉 | 임성훈         | 0:47      |
| 2.           | 〈우습단 말야〉      | 이지이, 임성훈 | 3:59      |
| 3.           | 〈비행기〉           | 임성훈         | 3:33      |
| 4.           | 〈다시는〉           | 임성훈         | 3:50      |
| 5.           | 〈야〉               | 임성훈         | 3:18      |
| 6.           | 〈반쪽에게〉         | 이지이, 임성훈 | 3:27      |
| 7.           | 〈여행이야〉         | 이지이, 임성훈 | 4:03      |
| 8.           | 〈10년전으로〉       | 이지이, 임성훈 | 3:27      |
| 9.           | 〈Remember Me〉      | 임성훈         | 3:26      |
| 10.          | 〈이사〉             | 이지이, 임성훈 | 3:48      |
| 11.          | 〈꼭〉               | 임성훈         | 3:18      |
| 12.          | 〈Turtles Free 4-2〉 | 이지이, 임성훈 | 0:48      |
| 총 재생 시간 | 총 재생 시간         | 총 재생 시간   | 37:44     |